# Wohn- und Wirtschaftsgebäude Alter Weg 4
Das Wohn- und Wirtschaftsgebäude Alter Weg 4 in der niedersächsischen Gemeinde Reeßum wurde zur Mitte des 19. Jahrhunderts gebaut. Aktuell (2025) wird es zum Wohnen und gewerblich genutzt.
Das Gebäude steht unter Denkmalschutz (siehe auch Liste der Baudenkmale in Reeßum).

## Geschichte und Beschreibung
Reeßum gehört zur heutigen Samtgemeinde Sottrum  im Landkreis Rotenburg (Wümme).
Das eingeschossige traufständige Wohn- und Wirtschaftsgebäude als Zweiständer-Hallenhaus, in Fachwerk mit Steinausfachungen, ziegelgedecktem Krüppelwalmdach mit Giebelgauben, Niedersachsengiebel mit Uhlenloch, Pferdeköpfen und später verglaster Grooter Door mit Korbbogen, wurde 1841 (Inschrift) gebaut. Das Innengerüst blieb erhalten.
Das Landesdenkmalamt befand u. a.: „… ein regionstypisches Hallenhaus der ersten Hälfte des 19. Jahrhunderts in Zweiständerkonstruktion ….“